# 天符經
《天符經》（：／）又稱“天符印”，是韓國的道教哲學文獻，發現者稱僅八十一字，是風伯、雨師、雲師等神仙用來呼風喚雨、掌管天地日月的道具，後由檀君王儉以鹿圖文字傳世。传说由新羅時代儒学家孤雲崔致遠先生刻於妙香山石壁。朝鮮王朝或朝鲜日占時代，道人桂延壽宣称發現古迹。
桂延寿称，其发现的《天符经》中共八十一个字：
“一始无始。一析三。极无尽本。天一一，地一二，人一三。一积十矩。无匮化三。天二三，地二三，人二三，大三合六，生七八九。运三四，成环五，七一妙衍。万往万来，用变不动。本本心，本太阳，昂明人中。天地一一，终无终一。”

## 争议
天符經传说由新羅時代儒学家孤雲崔致遠先生刻於妙香山石壁，由于崔致远为唐朝官员，但天符經用字与语法与唐朝时期字体语言等都大不一样，后世也多有疑为伪作。再者，新罗时代妙香山在安东都护府境内，并不在新罗国境之内，没有历史记载，晚年的崔致远先生隐居于此。